# 小白山天文台
小白山天文台 (ソベクサンてんもんだい、英: Sobaeksan Optical Astronomy Observatory, 略称：SOAO)は、大韓民国の韓国天文研究院が運用する天文台である。忠清北道丹陽郡と慶尚北道栄州市にまたがる小白山（標高1,439m）の峰のひとつに位置する。
韓国初の近代的な天体観測所として1978年9月に竣工した。変光星の観測、トランジット法による太陽系外惑星の研究、小惑星の探索などを主な研究分野としている。

## 機器
- リッチークレチアン式反射式望遠鏡（口径61cm）Boller＆Chivens社製[1]。
- 太陽観測用屈折式望遠鏡（口径20cm）